# Berde Botond
Berde Botond (Nagyenyed, 1919. március 27. – Bázel, 2014. július 31.) magyar-svájci orvos, farmakológus, a Magyar Tudományos Akadémia külső tagja (1993).
1937-ben kezdte el orvosi tanulmányait a Pécsi Orvostudományi Egyetemen, amit 1944-ben Kolozsvárott fejezett be. Mansfeld Gézával közösen kutatott Pécsett a Gyógyszerészkaron később pedig Budapesten. 1948-ban hagyta el Magyarországot és Svájcban telepedett le. A Bázeli Egyetemen valamint a Sandoz Pharma cégnél volt kutató. 1983-ban vonult nyugdíjba.
Fő kutatási területe a peptidek, polipeptidek és alkaloidok (oxitocin, vazopresszin, anyarozs stb.) gyógyszerészeti alkalmazása.